# Lucille M. Mair

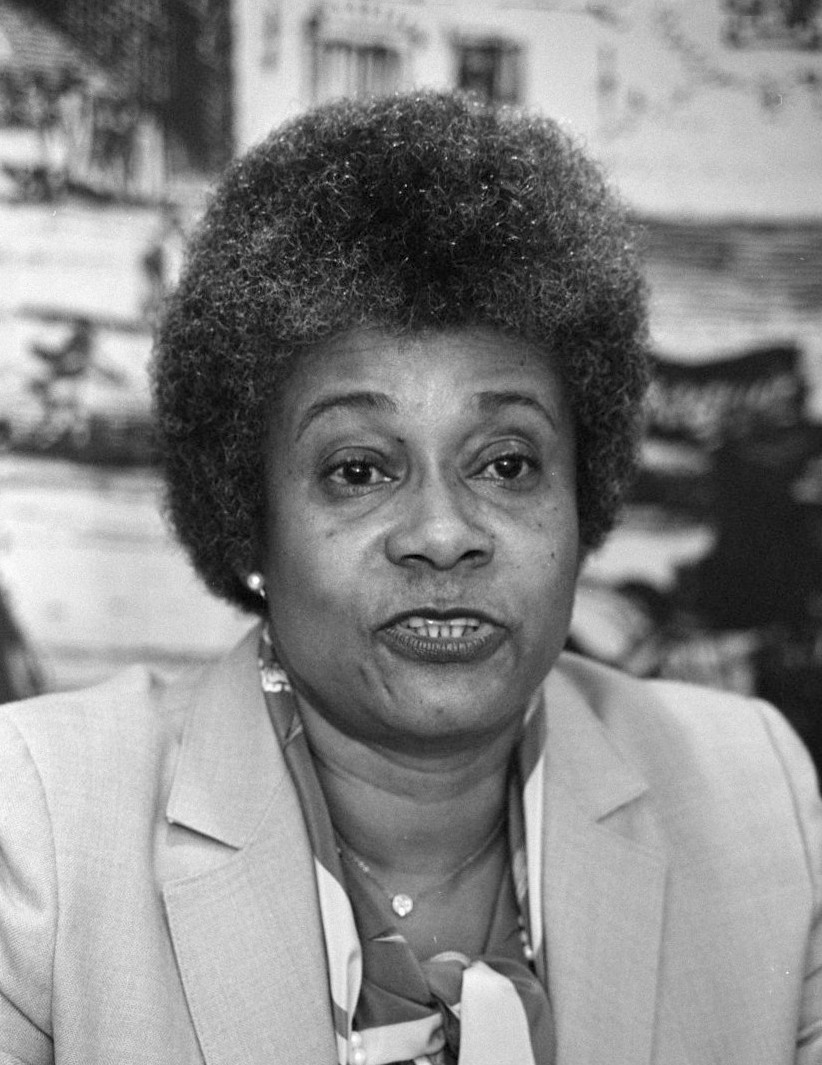
Lucille M. Mair (1980)

Lucille Mathurin Mair (* 21. Juni 1924 in Jamaika; † 28. Januar 2009 in Kingston) war eine jamaikanische Diplomatin.

## Laufbahn
Lucille M. Mair wurde 1974 an der University of the West Indies promoviert. Ihr Berufsweg führte sie 1979 zu den Vereinten Nationen, wo sie als erste Frau in hohe Positionen aufstieg und für Weltkonferenzen verantwortlich war.
Von 1992 bis 1995 war Mair ständige Vertreterin ihres Landes im UN-Hauptquartier.